# Régua

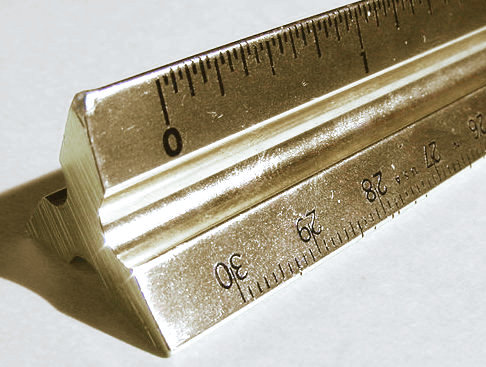
Régua de metal: note-se que os números são essenciais para a medida do espaço.

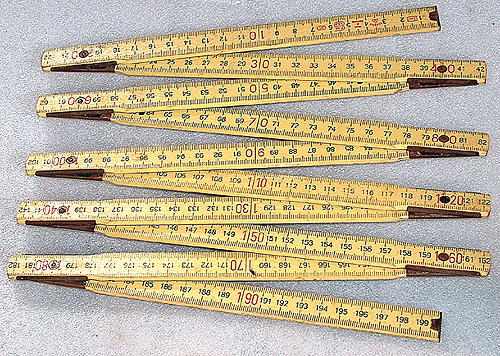
Um tipo de régua, com 2 metros de comprimento, muito utilizada por carpinteiros e pedreiros.

Régua é um instrumento utilizado em geometria, próprio para traçar segmentos de reta e medir distâncias pequenas. Também é incorporada no desenho técnico e na Engenharia. É composta por uma lâmina de madeira, plástico ou metal e pode conter uma escala, geralmente centimétrica e milimétrica.

## História
A palavra régua é de origem francesa (règle) cujo significado é “lei ou regra” e sua utilização como instrumento de medida comparativa é verificada desde a idade do bronze quando evidências comprovaram o uso de símbolo circular indicando o valor zero em réguas graduadas na Civilização do Vale do Indo.
As modernas réguas para uso como instrumento de medição, principalmente em engenharia e desenhos técnicos, foram desenvolvidas a partir do final do século XVIII com a criação do Sistema Internacional de Unidades (ou sistema métrico decimal), que definiu um padrão a ser adotado. Desta forma, industrias começaram a produzir a régua em diversas dimensões de comprimento, inicialmente utilizando-se do marfim madeira e metal como matéria prima. Mais tarde, com o desenvolvimento de maquinário para a extrusão de peças, ampliou-se a opção de réguas com material de menor custo, como os polímeros e similares. 